# حارة مدرسة أروى (الشرطة)

تعديل مصدري - تعديل

حارة مدرسة أروى هي إحدى حارات حي كلية الشرطة بمديرية الوحدة إحد مديريات العاصمة اليمنية صنعاء، بلغ تعداد سكانها 1584 نسمة حسب تعداد اليمن لعام 2004.